# Serieåret 1959

## Händelser

### Oktober

Asterix.

- 29 oktober - Den franska seriefiguren Asterix skapas av Albert Uderzo och René Goscinny. Serien, som handlar om galler som slåss mot romarna under den romerska antiken, debuterar i serietidningen Pilote.[1]

### Okänt datum
- I Sverige utökas serietidningen Kalle Anka & C:o från att sedan starten 1948 ha varit månadstidning, till att bli veckotidning.
- Den svenska serietidningen Tuff och Tuss och deras vänner byter namn till Cirkus med Tuff och Tuss och läggs sedan ner efter elva nummer.
- Den svenska serietidningen Teddy - världens starkaste björn upphör med utgivningen.[2]
- Den svenska serietidningen Blondie utökas till att även innehålla skämtserien Acke.[2]
- Daffy debuterar i Sverige.[2]
- Osynliga klubben debuterar i Sverige.[2]
- Lilla Lotta och Plutten introduceras i Seriemagasinet i Sverige under namnet "Snoppan".[3]

## Utgivning

### Album
- Bröderna Daltons första fall (Lucky Luke)[4]
- Domaren - Lagen väser om Pecos (Lucky Luke)[4]
- Gorillan och guldgruvan (Spirou)[5]

## Födda
- 1 januari – Gürcan Gürsel, turkisk serietecknare.
- 12 november – Daniel Atterbom, svensk redaktör och ordförande i Seriefrämjandet.

### Fotnoter
1. ↑  BDoubliées. ”Pilote année 1959” (på franska). http://bdoubliees.com/journalpilote/annees/1959.htm.
2. 1 2 3 4  Swecomics
3. ↑  Swecomics
4. 1 2  ”Lucky Luke på svenska”. Arkiverad från originalet den 11 november 2014. https://web.archive.org/web/20141111004811/http://www.visit.se/~dampgrodan/album_kronolog.html. Läst 12 mars 2011.
5. ↑  ”Spirou enligt Franquin”. Arkiverad från originalet den 23 juli 2010. https://web.archive.org/web/20100723064409/http://www.mantagraphics.com/franquin/helaalbum.htm. Läst 12 mars 2011.